# يانيك جاجنيور
يانيك جاجنيور (بالفرنسية: Yannick Gagneur)‏ مواليد 15 مارس 1980 في باريس، هو لاعب كرة سلة فرنسي. بدأ مسيرته الاحترافية في سنة 1998. اعتزل اللعب في 2004.

## المسيرة الاحترافية
لعب مع نانسي باسكت في الدوري الفرنسي من سنة 1998 إلى 2001، ثم لعب مع ستراسبورغ أي جي في موسم 2001–2002، ثم لعب مع فيرتوس بالاكانسترو بولونيا في موسم 2002–2003، ثم لعب مع سبيرو شارلوروا في سنة 2003، ثم لعب مع نانسي باسكت في الدوري الفرنسي في موسم 2003–2004.

## روابط خارجية
- يانيك جاجنيور على موقع كرة السلة الأوروبية.كوم (الإنجليزية)
- يانيك جاجنيور على موقع ريلجم (الإنجليزية)
- يانيك جاجنيور على موقع بروبوليرز (الإنجليزية)
- يانيك جاجنيور على موقع سبورتس رفرنس (الإنجليزية)